# Philippus van Swevezeele
Philippus van Zwevezzele (Brugge, 6 december 1567 - Kortrijk, 15 juli 1613) of Suevezelius was een Zuid-Nederlands jezuïet en humanist.

## Levensloop
Geboren in een adellijke familie, trad Philippus op 6 december 1588 in bij de jezuïeten. Hij werd opgeleid tot een volleerd hellenist.
Hij werd leraar in het jezuïetencollege in Gent. Hij had er onder meer Antonius Sanderus als leerling. In 1608 stuurde hij hem praktische aanwijzingen voor de studie van het Grieks. Sanderus heeft deze tekst in 1624 opgenomen in zijn De Gandavensibus eruditione fama claris libri tres.
Zwevezele verleende nuttige medewerking aan werken van zijn vrienden. Aan Andreas Schott bood Swevezeele hulp aan bij diens vertaling van het Lexicon van Photius (1606). Aan Petrus Pantin verschafte hij heel wat gegevens voor zijn Leven van de heilige Thecla, naar de 'Vita Theclae' van Basilius van Seleucië. 
Zelf publiceerde hij verschillende kleine werken.

## Publicaties
- Oratio sancti patris nostri Anastasii, monachi montis Sina in sextum Psalmum. Een latijnse vertaling van de oorspronkelijke griekse tekst door de heilige Athanasius.
- Antwoorde Francisci Costeri, der Soc. Jesu, voor het eerste deel van sijn Handboech ghenaemt "Schild der Catholycken", tegen Franciscum Gomarum, Antwerpen, J. Moretus, 1604. Een Nederlandse vertaling van de oorspronkelijke latijnse tekst.
- De waere weg der godvrugtigheyd. Recta via ad pietatem, Antwerpen, 1605.

Swevezeele had ook het voornemen een poëtisch woordenboek Grieks en Latijn uit te geven, maar hij overleed vooraleer dit project tot een goed einde te kunnen brengen.